# Ludvig Wästfelt
Ludvig Henrik Benjamin Wästfelt, född den 28 april 1807 på Vädbjörntorp i Fridene socken, Skaraborgs län, död den 2 mars 1889 i Alingsås, var en svensk militär. Han tillhörde adelsätten Wästfelt och var måg till Berndt Wilhelm Fock, farbror till Augusta Wästfelt samt kusin till Fredrik Adolf, Alexander Johan, Axel Georg och Gerhard Wästfelt.
Wästfelt var 1849–1869 överste och chef för Älvsborgs regemente. Han blev generalmajor i armén 1863 och beviljades avsked ur krigstjänsten 1883. Wästfelt var ordförande i kommittén för ordnande av militär hälsovård 1858. Han invaldes som ledamot av Nordiske oldskriftselskabet 1843 och av Krigsvetenskapsakademien 1844. Wästfelt blev kommendör (av första klassen) av Svärdsorden 1860.